# Hamarinjärvi (sjö i Ijo, Norra Österbotten)
Hamarinjärvi eller Hamarijärvi är en sjö i Finland. Den ligger i kommunen Ijo i landskapet Norra Österbotten, i den norra delen av landet, 600 km norr om huvudstaden Helsingfors. Hamarinjärvi ligger 115,7 meter över havet. Arean är 93,9 hektar och strandlinjen är 4,24 kilometer lång. Sjön  ingår i Kuivajokis huvudavrinningsområde. 